# Anomis albostigma
Anomis albostigma är en fjärilsart som beskrevs av Cockerell. Anomis albostigma ingår i släktet Anomis och familjen nattflyn. Inga underarter finns listade i Catalogue of Life.